# アハマド・バルマーン
アハマド・バルマーン（アラビア語: أحمد برمان、Ahmed Barman、1994年2月5日-）は、アラブ首長国連邦のプロサッカー選手。アル・アインFC所属、ポジションはMF。サッカーアラブ首長国連邦代表、元U-23同代表。
アフメド・バルマン、アハマド・バルマンと表記されることもある。

## 経歴

### クラブ
アル・アインFC所属。AFCチャンピオンズリーグ2016の準優勝メンバーである。

### 代表
AFC U-23選手権2016出場。
ガルフカップ2017出場。